# Bani Hassan

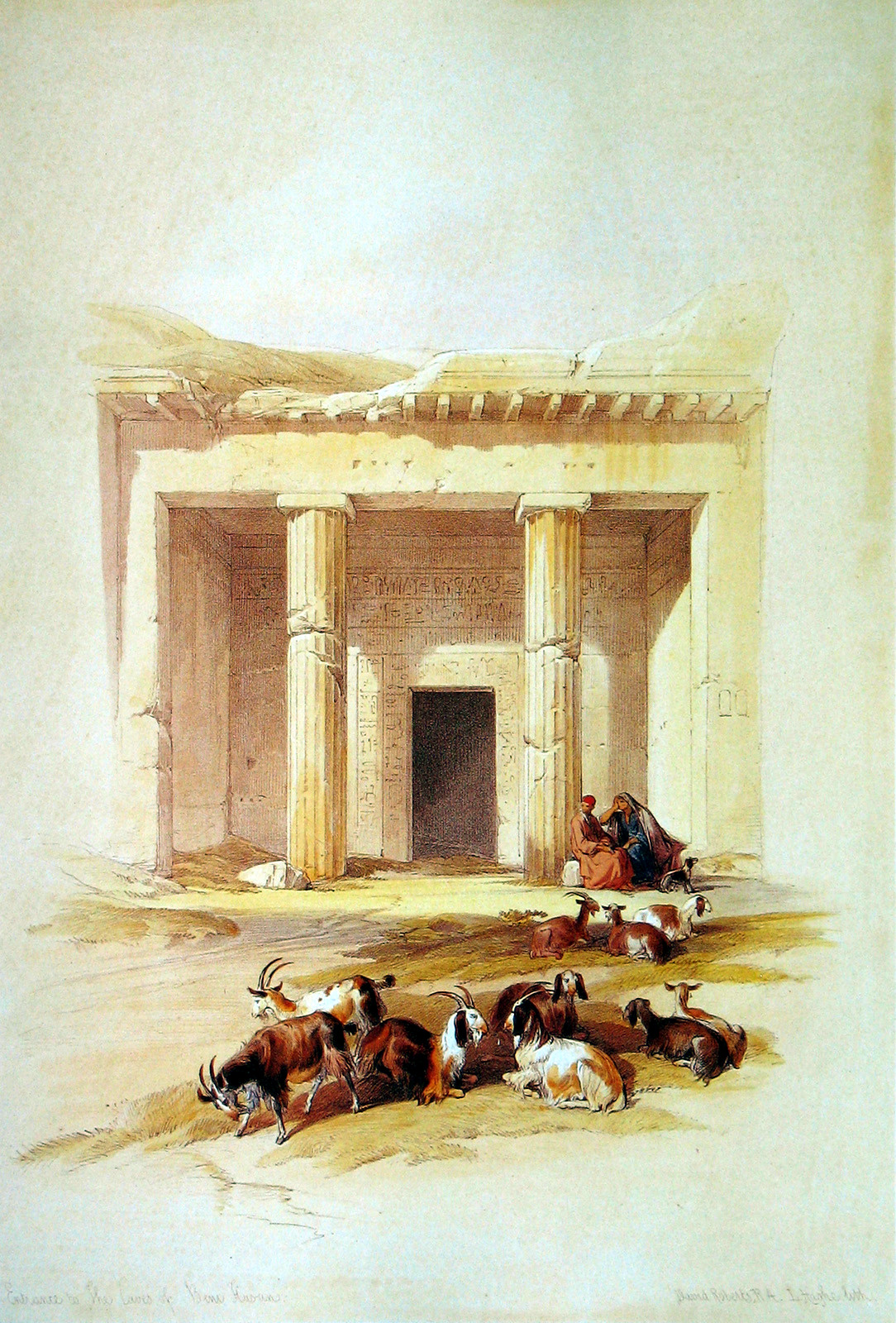
Bani Hassan, litografia Davida Robertsa, 1838

Bani Hassan (Beni Hassan, Bani Hasan; arab. بني حسن) – stanowisko archeologiczne w Egipcie w muhafazie Al-Minja, na wschodnim brzegu Nilu.
Znajdują się tam skalne grobowce, pochodzące z okresu Średniego Państwa, kiedy rządy sprawowali dostojnicy XI i XII dynastii. Zostały wykute w wapiennym zboczu, wysokiego wschodniego brzegu Nilu. Grobowce posiadają bogaty   wystrój malarski, przedstawiający sceny z życia codziennego. Materiał ikonograficzny i tekstowy ukazuje życie dużego prowincjonalnego ośrodka starożytnego Egiptu. Tylko kilka spośród 39 grobów dostępnych jest dla zwiedzających. Do najpiękniejszych należy grób Chnumhotepa III, w którym ukazano pochód ludu semickiego, udającego się do Egiptu, oraz sceny polowania, w tym również za pomocą bumerangu. Natomiast sceny walk zapaśniczych w grobowcu Baket (nr 15) są zapowiedzią scen wojennych z grobów Nowego Państwa.

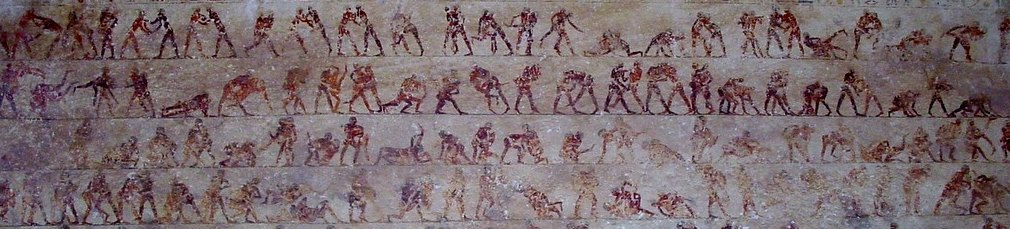
Szczegóły malowidła z grobowca nr 15